# Asa (musikalbum)
Asa är det sjätte studioalbumet med det tyska folk metal/viking metal-bandet Falkenbach, släppt i november 2013 genom skivbolaget Prophecy Productions.

## Låtlista
1. "Vaer stjernar vaerdan" – 4:40
2. "Wulfarweijd" – 3:52
3. "Mijn laezt wourd" – 3:45
4. "Bronzen Embrace" – 4:02
5. "Eweroun" – 5:50
6. "I nattens stilta" – 6:24
7. "Bluot fuër bluot" – 3:59
8. "Stikke wound" – 2:58
9. "Ufirstanan folk" – 5:51

## Medverkande
Musiker (Falkenbach-medlemmar)
- Vratyas Vakyas (Markus Tümmers) – sång, div. Instrument, text & musik

Bidragande musiker
- Tyrann (Philip Breuer) – sång
- Hagalaz (Patrick Damiani) – akustisk gitarr, elgitarr
- Boltthorn (Michel Spithoven) – trummor
- Nikos Mavridis – violin

Produktion
- MK (Martin Koller) – producent
- Patrick Damiani – ljudtekniker, ljudmix
- Robin Schmidt – mastering
- Costin Chioreanu – omslagsdesign